# Taras Bulba (film, 1909)
Taras Bulba (ryska: Тарас Бульба) är en rysk dramafilm från 1909, regisserad av Aleksandr Drankov.

## Rollista
- Anisim Suslov
- L. Manko
- D. Tjernovskaja